# Casi crítico
En ingeniería nuclear, un montaje es cuasicrítico si por cada evento de fisión nuclear, uno o más de los neutrones instantáneos o inmediatos liberados causa un evento adicional de fisión. Esto causa un rápido incremento exponencial en la cantidad de eventos de fisión. La cuasicriticidad es un caso especial de la supercriticidad.

## Criticidad
Un montaje es crítico si cada evento de fisión causa, en promedio, exactamente otro. Esto causa una reacción en cadena de fisión autosostenida. Cuando un átomo de uranio-235 (U-235) es sometido a una fisión nuclear, normalmente libera 2 o 3 neutrones (siendo el promedio 2,4). Es este caso, un montaje es crítico si cada neutrón liberado tiene una probabilidad de 1/2,4 = 0,42 = 42 % de causar otro evento de fisión como opuesto a ser absorbido por un evento de captura de no fisión o a escapar del núcleo fisible.
La cantidad promedio de neutrones que causan nuevos eventos de fisión es llamada el factor de multiplicación de neutrones efectivos, usualmente denotada por los símbolos k-efectivo, kef o k. Cuando el k-efectivo es igual a 1, el montaje es declarado como crítico, si el k-efectivo es menor a 1 se dice del montaje que es subcrítico, y si el k-efectivo es mayor que 1 el montaje es declarado supercrítico.

## Crítico contra cuasicrítico
En un montaje supercrítico la cantidad de fisiones por unidad de tiempo, N, junto la producción de energía, se incrementa exponencialmente en el tiempo. La rapidez de ese aumento depende del tiempo promedio que le toma, T, a los neutrones liberados en un evento de fisión causar otra fisión. La tasa de crecimiento de la reacción está dada por:
{\displaystyle N(t)=N_{0}e^{kt/T}\,}
La mayor parte de los neutrones liberados por un evento de fisión son aquellos liberados por la fisión misma. Estos son llamados neutrones inmediatos, y golpean otros núcleos y causan fisiones adicionales dentro de microsegundos. Sin embargo una pequeña fuente adicional de neutrones es el producto de la fisiones. Algunos de los núcleos resultantes de la fisión son isótopos radiacivos con una corta vida media, y las reacciones nucleares entre ellos liberan neutrones adicionales después de un largo retraso hasta varios minutos después del evento de fisión inicial. Estos neutrones, que en promedio son menos del 1 % del total de neutrones liberados por la fisión, son llamados neutrones retardados. La relativamente lenta escala de tiempo en la que los neutrones retardados aparecen es un aspecto importante para el diseño de reactores nucleares, ya que permite que el nivel de potencia del reactor sea controlado por el movimiento mecánico y gradual de barras de control. Normalmente, las barras de control contienen veneno para neutrones (por ejemplo boro y hafnio) como un medio de alterar el k-efectivo. Con la excepción de los reactores experimentales de pulso, los reactores nucleares están diseñados para operar en un modo crítico retrasado y poseen sistemas de seguridad que previenen que ellos nunca alcancen la cuasicriticidad.
En un montaje de criticidad retardada, los neutrones retardados son necesarios para alcanzar un k-efectivo mayor que uno. Así el tiempo entre generaciones sucesivas de la reacción, T, es dominado por el tiempo que les toma ser liberados a los neutrones retardados, en el orden de segundoS o minutos. Por lo tanto la reacción se incrementará lentamente, con una constante de tiempo alta. Esto es lo suficientemente lento para permitir que la reacción sea controlada con un sistema de control electromecánico tal como las barras de control, todos los reactores nucleares están diseñados para operar en este régimen de criticidad retardada.
En contraste, un montaje supercrítico se dice que es cuasicrítico si es crítico sin ninguna contribución de los neutrones retardados y que es super-cuasi-crítico si es supercrítico sin ninguna contribución de los neutrones retardados. En este caso el tiempo entre generaciones sucesivas de la reacción, T, solo está limitada por el tiempo de vida de los neutrones instantáneos, y el incremento en la reacción será extremadamente rápido, causando una rápida liberación de energía dentro de unos pocos milisegundos. Montajes cuasicríticos son creados intencionalmente por diseño para ser usado en armas nucleares y en algunos experimentos de investigación especialmente diseñados.
Cuando se diferencia entre un neutrón instantáneo y un neutrón retardado, la diferencia entre los dos está en la fuente del cual el neutrón fue liberado en el reactor. Los neutrones, una vez liberados, no tienen ninguna diferencia excepto la energía o velocidad que las ha sido impartida a ellos. Un arma nuclear se base fuertemente en la super-cuasi-criticidad (para producir un alto pico de energía en una fracción de segundo), mientras que los reactores nucleares usan la criticidad retardada para producir niveles de energía controlables por meses o años.

## Reactores nucleares
Con el propósito de comenzar una reacción de fisión controlable, el montaje debe ser de criticidad retardada. En otras palabras, k deber ser mayor que 1 (supercrítico) sin cruzar el umbral de la cuasicriticidad. En los reactores nucleares esto es posible debido a los neutrones retardados. Debido a que toma algo de tiempo antes de que estos neutrones sean emitidos después de un evento de fisión, es posible controla la reacción nuclear usando barras de control.
Un reactor en estado estable (potencia constante) es operado de tal forma que es crítico debido a los neutrones retardados, pero no lo sería sin su contribución. Durante un incremento deliberado y gradual en el nivel de potencia del reactor, el reactor es supercrítico-retardado. El incremento exponencial en la actividad del reactor es lo suficientemente lenta para hacer posible el control del factor de criticidad, k, mediante la inserción o remoción de las varillas de material absorbente de neutrones. Usando cuidadosos movimientos de las varillas de control, es posible lograr un núcleo de reactor supercrítico sin alcanzar un estado cuasicrítico no seguro.
Una vez que un reactor de una central está operando al nivel de potencia deseado o de diseño, puede ser controlado para mantener su condición crítica por largos períodos de tiempo.

### Accidente de cuasicriticidad
Los reactores nucleares pueden ser susceptibles a accidentes de cuasicriticidad si ocurre un gran incremento en el k-efectivo (o reactividad), por ejemplo, por una falla de sus sistemas de control y seguridad. El rápido e incontrolable aumento de la potencia del reactor en condiciones de cuasicriticidad es probable que dañe en forma irreparable al reactor y en casos extremos, puede destruir el contenimiento de este. Los sistemas de seguridad de los reactores nucleares están diseñados para prevenir las condiciones de cuasicriticidad y, por razones de redundancia, las estructuras del reactor también proporcionan múltiples capas de contención como una precaución contra cualquier fuga accidental de los productos de la fisión radiactivos.
Con la excepción de los reactores de investigación y experimentales, se pienasa que solo han ocurrido una pequeña cantidad de accidentes de reactor debido a alcanzar condiciones de cuasicriticidad, por ejemplo, Chernóbil #4, el SL-1 del ejército de Estados Unidos y el submarino soviético K-431. En todos estos casos el aumento incontrolado de potencia fue suficiente para causar una explosión que destruyó cada uno de los reactores afectados y en la fuga de productos de la fisión radiactivos a la atmósfera.
Se ha argumentado que la explosión en Fukushima Dai-ichi #3 también pudo deberse a una situación de cuasicriticidad, ya sea antes o inmediatamente después de la explosión de hidrógeno. El ingeniero nuclear Arnie Gunderson ha sugerido que la onda de detonación visible en los videos grabados de la explosión es una evidencia de que estaba involucrada una reacción más energética que solo una explosión de hidrógeno.
En Chernóbil en 1986, una inusual y poco segura prueba fue llevada a cabo la que resultó en un sobrecalentamiento del núcleo del reactor. Esto llevó a la ruptura de elementos de combustible y de cañerías de agua, la vaporización del agua, una explosión de vapor y a un incendio de grafito. Dado que el reactor no estaba diseñado con un edificio de contención capaz de resistir esta explosión catastrófica, el accidente liberó grandes cantidades de material radiactivo en el ambiente. El incendio catastrófico en el grafito moderador de neutrones complicó el problema, enviando masivas cantidades de escombros radiactivos hacia la atmósfera.
En otros dos incidentes, las plantas de los reactores fallaron debido a errores durante un apagado de mantenimiento que fue causado por la remoción rápida y no controlada de al menos una barra de control. El SL-1 era un reactor prototipo construido para ser usado por el Ejército de Estados Unidos en lugares remotos del polo. En la planta del SL-1 en 1961, el reactor fue llevado desde apagado a un estado cuasicrítico al extraer manualmente demasiado lejos la barra de control central. A medida que el agua en el núcleo se convertía rápidamente en vapor y se expandía, la vasija del reactor de 12 000 kilogramos (26 455 lb) saltó 2,77 metros (9 pies), dejando huellas en el techo que lo cubría. Las tres personas que estaban realizando el procedimiento de mantención murieron producto de las heridas recibidas. 1.100 curies de productos de la fisión fueron liberados cuando partes del núcleo fueron expulsadas. Tomó 2 años investigar el accidente y limpiar el sitio. La reactividad instantánea excesiva del núcleo del SL-1 fue calculada en un informe del año 1962:

La fracción de neutrones retardados del SL-1 es de 0,70 %... Evidencia conclusiva reveló que la excursión del SL-1 fue causada por el retiro parcial de la varilla de control central. La reactividad asociada con el retiro de 20 pulgadas (50,8 cm) de esta única varilla ha sido estimada que fue de 2,4 % δk/k lo que fue suficiente par ainducir una cuasicriticidad y colocar al reactor en un periodo de 4 milisegundos.

En el accidente del reactor del K-431, 10 personas murieron durante una operación de reabastecimiento de combustible. En estas dos catástrofes, las plantas de los reactores fueron de un apagado total a niveles de alta potencia extremos en una fracción de segundo, dañanado las plantas de los reactores más allá de la reparación.
Muchos diseños de reactores logran hacer que la cuasicriticidad sea prácticamente imposible. Algunos reactores de agua presurizada, por ejemplo, no contienen suficiente combustible lo suficientemente enriquecido para hacer un montaje cuasicrítico en el núcleo. Tales reactores aún pueden sobrecalentarse e incluso derretirse si se pierde la habilidad para enfriarlos (en un accidente de pérdida de refrigerante), pero es poco probable que exploten.

## Lista de excursiones de cuasicriticidad accidentales
Una variedad de reactores de investigación y pruebas han examinado intencionalmente la operación de una planta de reactor cuasicrítica. El CRAC, KEWB, SPERT-I, dispositivo Godiva y los experimentos BORAX contribuyeron a esta investigación. Sin embargo, también han ocurrido muchos accidentes, principalmente durante la investigación y el procesamiento del combustible nuclear. El SL-1 fue una excepción notable.
La siguiente lista de excursiones de potencia cuasicríticas está adaptada de un informe enviado en el año 2000 por un equipo de científicos nucleares estadounidenses y rusos que estudiaron los accidentes de criticidad, fue publicado por el Los Álamos Scientific Laboratory, el lugar de muchas de estas excursiones. Una típica excursión de potencia es de aproximadamente 1 x 1017 fisiones.
- Los Alamos Scientific Laboratory, 11 de febrero de 1945
- Los Alamos Scientific Laboratory, diciembre de 1949, 3 o 4 x 1016 fisiones
- Los Alamos Scientific Laboratory, 1 de febrero de 1951
- Los Alamos Scientific Laboratory, 18 de abril de 1952
- Argonne National Laboratory, 2 de junio de 1952
- Oak Ridge National Laboratory, 26 de mayo de 1954
- Oak Ridge National Laboratory, 1 de febrero de 1956
- Los Alamos Scientific Laboratory, 3 de julio de 1956
- Los Alamos Scientific Laboratory, 12 de febrero de 1957
- Mayak Production Association, 2 de enero de 1958
- Oak Ridge Y-12 Plant, 16 de junio de 1958 (posible)
- Los Alamos Scientific Laboratory, 30 de diciembre de 1958
- SL-1, 3 de enero de 1961, 4 x 1018 fisiones o 130 megajoules (36 kWh)
- Idaho Chemical Processing Plant, 25 de enero de 1961
- Los Alamos Scientific Laboratory, 11 de diciembre de 1962
- Sarov (Arzamas-16), 11 de marzo de 1963
- White Sands Missile Range, 28 de mayo de 1965
- Oak Ridge National Laboratory, 30 de enero de 1968
- Chelyabinsk-70, 5 de abril de 1968
- Aberdeen Proving Ground, 6 de septiembre de 1968
- Mayak Production Association, 10 de diciembre de 1968 (2 excursiones cuasicríticas)
- Instituto Kurchátov, 15 de febrero de 1971
- Idaho Chemical Processing Plant, 17 de octubre de 1978 (muy cercanamente a cuasicrítica)
- Sarov (Arzamas-16), 17 de junio de 1997
- Planta de fabricación de combustible JCO, 30 de septiembre de 1999

## Armas nucleares
Por otro lado, en el diseño de arma nucleares alcanzar la cuasicriticidad es esencial. En realidad, uno de los problemas de diseños que deben superarse al construir una bomba es contraer los materiales fisibles y alcanzar la cuasicriticidad antes de que la reacción en cadena tenga una oportunidad para forzar al núcleo a expandirse. Por lo tanto un buen diseño de bomba debe ganar la carrera por un núcleo denso y cuasicrítico antes de que una reacción en cadena menos poderosa (conocida como un chisporroteo) desarme el núcleo sin que permita que una cantidad significativa del combustible se fisione. Generalmente esto significa que las bombas nucleares necesitan prestar especial atención a la forma en que el núcleo es ensamblado, tal como el novedoso método de implosión hipotetizado por Richard C. Tolman, Robert Serber y otros científicos en la Universidad de California en Berkeley en el año 1942.